# Habitation Le Galion
Die Habitation Le Galion oder Grand Galion ist ein im Jahr 1770 nachgewiesenes, von der Familie du Buc/Dubuc gegründetes und nach einem alten Flurnamen benanntes Gehöft im Gemeindegebiet von La Trinité im französischen Überseedepartement Martinique (Antillen). Das französische Kulturministerium klassifizierte die in Privatbesitz befindlichen Gebäude dieses typisch kreolischen und für die Rohrzuckerfabrikation Martiniques repräsentativen Gutshofes am 23. August 1991 als Monument historique und stellte sie unter Denkmalschutz.
Die Habitation Le Galion bietet einen guten Einblick in die Lebensverhältnisse der früheren Gutsbesitzer, in bescheidenerem Maß auch in jene des Verwalters und der Plantagenarbeiter. Es kann nach vorheriger Anmeldung besichtigt werden.

## Geschichte
Das Gehöft mit der alten Rohrzuckerfabrik kam im Jahr 1853 in den Besitz des in Saint-Pierre ansässigen belgischen Kaufmanns Eugen Eustache (1807–1883). Mitbesitzer und Erbe war sein Schwiegersohn Emile Bougenot (1838–1925), der als Verwalter von neun und Aktionär von fünfzehn Fabriken eine bedeutende Rolle in der Wirtschaft Martiniques spielte.
Aus der Habitation Le Galion ging die zwar auf der benachbarten Habitation Grands-Fonds errichtete, aber 1865 unter dem Namen Le Galion in Betrieb genommene, heute letzte noch aktive Rohrzuckerfabrik Martiniques hervor, die unter diesem Markennamen auch Rum abfüllt.

## Architektur
Die unter Denkmalschutz stehenden Gebäude und sonstigen Elemente der Gutsanlage sind
- das Herrenhaus (frz. maison de maître), von dem nicht überliefert ist, ob Bougenot es 1865 lediglich vergrößern, oder komplett erneuern ließ, mitsamt seinem eingefriedeten Vorgarten, dem Hinterhof und fünf Terrassen;
- die zum Herrenhaus gehörenden Wirtschaftsgebäude und weitere Elemente wie das steinerne etwa 6 m hohe, bogenförmige, mit einem Tympanon verzierte sogenannte Gaschette-Portal (Mitte 19. Jh.), das Bougenot aus der 1893 von ihm erworbenen Habitation Gaschette hierher transportieren ließ, die Küche, die Fontäne, die sogenannte „Wasserhütte“ (frz. case à eau), in der das Regenwasser aufgefangen wurde und die für ungefähr 500 indischen Plantagenarbeiter zu einem kleinen hinduistischen Tempel umgebaute ehemalige Zisterne (frz. citerne-temple hindou).
- die Überreste der alten Zuckerfabrik, wie das bis 1865 dem auch „Ökonom“ genannten Wirtschafter oder Verwalter dienende Wohnhaus (frz. maison du contre-maître oder maison de l’économe). Ebenfalls erhalten sind die Stallungen.